# NICE BOY!
「NICE BOY!」（ナイス・ボーイ）はシャ乱Qの12枚目のシングル。1996年11月14日にBMGビクターから発売された。

## 内容
シャ乱Qメンバーが出演した日本シティメディア「Qメール」コマーシャルソング。

## 収録曲
全編曲：シャ乱Q
1. NICE BOY!
作詞・作曲：つんく
2. SWEET and SWEET
作詞：まこと　作曲:はたけ
3. NICE BOY!(inst.)

## 収録アルバム
- 孤独 (#1)
- ベストアルバム おまけつき '96〜'99 (#1)
- BEST OF HISTORY (#1)

## 参加ミュージシャン
- 森宣之 - サックス
- Asuka Kaneko Strings - ストリングスセクション